# Danielle Kronenberg
Pour les articles homonymes, voir Danielle et Kronenberg.
Danielle Kronenberg, née à Londres, est une actrice, réalisatrice, productrice et scénariste de cinéma et de séries télévisées anglaise,,.

## Biographie
Danielle Kronenberg obtient plusieurs récompenses pour le court métrage Taste,.

## Filmographie

### Comme actrice
- 1992 : True Crimes (série télévisée documentaire) : l'enfant du village
- 1992 : Mr. Bean (série télévisée) : l'enfant dans le magasin de jouet
- 1993 : Full Stretch (série télévisée) : la demoiselle d'honneur
- 2011 : Gun of the Black Sun : Lynne
- 2012 : Bedridden (court métrage) : la fiancée
- 2013 : How to Make (série télévisée) : Nellie Noo
- 2013 : The Carrie Diaries (série télévisée) : la fille à la soirée / l'employée du Magazine
- 2013 : Law & Order: Special Victims Unit (série télévisée) : la manifestante / la stripteaseuse / la danseuse
- 2013 : Bloody Marys (téléfilm) : Betty Bell
- 2013 : King of Oneiros (court métrage) : la Keeper
- 2014 : Take Care : la fille sexy
- 2014 : Imprisoned Souls (court métrage) : Danielle
- 2015 : Canvas (court métrage) : Lisa
- 2015 : Black Star (court métrage) : la DJ
- 2016 : Taste (court métrage) : Evan
- 2019 : Attachment : Chloe
- 2019 : Cat + Jules : Cat

### Comme réalisatrice
- 2013 : How to Make (série télévisée)
- 2019 : Cat + Jules

### Comme productrice
- 2013 : How to Make (série télévisée)
- 2015 : Canvas (court métrage)
- 2016 : Taste (court métrage)
- 2019 : Play
- 2019 : Cat + Jules

### Comme scénariste
- 2015 : Canvas (court métrage)
- 2019 : Attachment
- 2019 : Cat + Jules